# Megachile arabica
Megachile arabica är en biart som beskrevs av Heinrich Friese 1901. Megachile arabica ingår i släktet tapetserarbin, och familjen buksamlarbin. Inga underarter finns listade i Catalogue of Life.